# 오카와니시네촌
오카와니시네촌(大川西根村)은 아키타현 센보쿠군에 있던 촌이다.

## 역사
- 1889년 4월 1일 - 정촌제 시행에 의해 2촌의 구역으로 성립하였다.
- 1954년 5월 3일 - 오마가리정·우치코토모촌·하나다테촌·후지키촌·요쓰야촌과 함께 합병해 오마가리시가 성립하였다. 동일 오카와니시네촌은 폐지되었다.
- 2005년 3월 31일 - 오마가리시는 가미오카 정·니시센보쿠 정·나카센 정·교와 정·난가이 촌·센보쿠 정·오타 정과 합병해 다이센시가 성립하였다.